# Viso (kommun i Spanien)
Viso är en kommun i Spanien.   Den ligger i provinsen Province of Córdoba och regionen Andalusien, i den centrala delen av landet, 240 km söder om huvudstaden Madrid. Antalet invånare är 2 763.